# جک دروموند
جک دروموند (انگلیسی: Jack Drummond؛ زاده ۱۲ ژانویهٔ ۱۸۹۱ درگذشته 4 august 1952 or ۵ اوت ۱۹۵۲) یک دانشمند در زمینه زیست‌شیمی اهل British بود.